# Бісміт
Бісмі́т — мінерал, триоксид бісмуту.

## Загальний опис
Хімічна формула: Bi2O3. Сингонія моноклінна. Густина 8,6. Масивні агрегати, кірочки. Колір сірувато-зелений до жовтого. Продукт окиснення бісмутових руд. Зустрічається в Калаві (Болівія), Рудних горах (Чехія, Німеччина). Назва — за хімічний складом (Johan G. Wallerius, 1753).